# Hans H. Pfeifer
Hans-Hermann Pfeifer (* 16. September 1948 in Stuttgart) ist ein deutscher Kommunalpolitiker (SPD).
Im Alter von 25 Jahren wurde Hans H. Pfeifer zum Bürgermeister von Bad Boll gewählt. 1984 wurde er Bürgermeister von Freudenstadt. Mit der Ernennung Freudenstadts zur Großen Kreisstadt trug Pfeifer ab dem 1. Januar 1988 als Stadtoberhaupt den Titel Oberbürgermeister. Hans H. Pfeifer verzichtete 1992 auf eine Kandidatur für eine zweite Amtszeit. Im Frühjahr 2000 wurde Pfeifer der erste hauptamtliche Citymanager in Stuttgart. Im Sommer 2013 gab er dieses Amt an seine Nachfolgerin Bettina Fuchs ab. Von 2009 bis 2019 saß Pfeifer für die SPD im Stuttgarter Gemeinderat. Am 28. Juli 2014 wurde Hans Pfeifer von der Mitgliederversammlung in den Ehrenrat des Fußball-Bundesligisten VfB Stuttgart gewählt. Nach der Ausgliederung der Fußballabteilung wählten die VfB-Mitglieder ihn 2017 in den Vereinsbeirat. Nach dem Rücktritt des Präsidenten Wolfgang Dietrich berief der VfB Stuttgart Pfeifer interimsweise in das Präsidium. Sein Amt als Präsidiumsmitglied gab er durch die Wahl von Claus Vogt am 15. Dezember 2019 automatisch wieder ab.